# Yūki Maki
Yūki Maki (巻 佑樹?, Maki Yūki; Uki, 26 giugno 1984) è un ex calciatore giapponese, di ruolo attaccante.

## Carriera
Comincia a giocare nelle giovanili del Kunimi HS, per poi trasferirsi, nel 2003, nella squadra dell'Università di Komazawa. Nel 2007 passa al Nagoya Grampus, in cui milita fino al 2010. Nel 2011 si trasferisce allo Shonan Bellmare, con cui colleziona 12 presenze in J. League Division 2. Nel 2012 torna al Nagoya Grampus. Al termine della stagione, dopo aver collezionato 11 presenze, decide di ritirarsi.

## Palmarès

### Club
- Campionato giapponese: 1

Nagoya Grampus: 2010